# Cyanea procera
Cyanea procera (englischer Name: Molokai Cyanea) ist eine extrem seltene Pflanzenart aus der Familie der Glockenblumengewächse (Campanulaceae). Dieser Baum kommt nur auf der hawaiischen Insel Molokai vor. Er gehört zur Gattung Cyanea innerhalb der Unterfamilie der Lobeliengewächse (Lobelioideae), von denen alle 66 Arten endemisch auf Hawaii sind. Davon werden viele Arten von den Einheimischen als hāhā bezeichnet.

## Beschreibung
Cyanea procera ist ein palmartig wirkender Baum, doch Asternähnliche (Asteridae) haben keinerlei palmenähnliche Eigenschaften, der Wuchshöhen von 3 bis 9 Meter erreicht. Die stiellosen lanzenförmigen Laubblätter sind 60 bis 75 Zentimeter lang und 10 bis 17 Zentimeter breit. Der Blattrand zeigt viele kleine Zähne.
Der traubige Blütenstand besteht aus zehn bis zwanzig Einzelblüten. Die zygomorphe Blüte ist fünfzählig. Die fünf Kelchblätter formen einen Kelchbecher, aus dem linealische dreieckige Kelchzipfel herausragen. Die fünf purpurfarbenen Kronblätter sind zu einer fast aufrechtstehenden oder leicht gebogenen Kronröhre von 6 bis 8 Zentimeter Länge verwachsen, die in fünf nach unten gebogenen Kronzipfeln endet. Dies lässt sie einlippig erscheinen. Die Beeren sind ellipsen- oder eiförmig.

## Vorkommen
Das ursprüngliche Verbreitungsgebiet von Cyanea procera umfasste die Kamolo-Region auf Molokai, heute ist das einzige Vorkommen auf die Kawela-Schlucht im Molokai Forest Reserve beschränkt. Dieser Baum wächst in feuchten Wäldern an Schluchthängen und in Schluchttälern.

## Taxonomie
Cyanea procera wurde 1888 durch Wilhelm Hillebrand in Flora of the Hawaiian Islands Seite 262 erstbeschrieben. 

## Status
Cyanea procera galt zwischen 1938 und 1987 als ausgestorben, bis in der Kawela-Schlucht an der westlichen Seite des Puʻu O Kaeha auf Molokai zwei Exemplare wiederentdeckt wurden. Während der 1990er Jahre waren acht Exemplare in drei Populationen bekannt. Bis auf ein Individuum sind jedoch bis zum Jahre 2005 alle Exemplare eingegangen. Damit gehört Cyanea procera zu den seltensten Pflanzenarten der Welt.
Die größte Gefährdung geht von Erdrutschen, die durch das Abgrasen der Vegetation durch verwilderte Ziegen in der Schlucht verursacht werden, durch Ratten, Schnecken und die Konkurrenz durch gebietsfremde Pflanzenarten (Neophyten) aus.